# Hegyhátszentpéter
Hegyhátszentpéter là một thị trấn thuộc hạt Vas, Hungary. Thị trấn này có diện tích 6,84 km², dân số năm 2010 là 158 người, mật độ 23 người/km².